# Ditrik V.

Ditrik V. (1054 – 17. julij 1091 ) je bil frizijski grof (comes Fresonum), ki je vladal območjem, ki so kasneje postala znana kot grofija Holandija. Bil je sin Gertrude Saške in njenega prvega moža Florisa I.
Floris je leta 1061 umrl v vojni s škofom iz Utrechta Viljemom Gelderskim. Ditrik je bil takrat mladoleten in njegova mati je delovala kot regent. Viljem, škof v Utrechtu, je to situacijo izkoristil za priključitev Porenja in Kennemerlanda. To priključitev je uradno potrdila regentka cesarske Nemčije Neža Poitoujska. Ostala so le najsevernejša in najjužnejša območja Ditrikove grofije. Njegova mati je ugotovila, da Ditrik potrebuje močnega zaveznika in se je leta 1063 poročila z Robertom I. Flandrijskim, bratom flamskega grofa Baldvina VI. Odpovedala se je zahtevam v Flandriji (v korist svojega bratranca Arnulfa III. Flandrijskega ) in se posvetila svojim frizijskim interesom. Tako je v Flandriji dobila vzdevek "Frizijka". Ditrik je kot apanažo prejel Cesarsko-Flandrijo vzhodno od Šelde in otoke zahodno od Šelde (vključno z Walcherenom).
Robrehtu in Baldvinu je uspelo ponovno osvojiti Porenje in Kennemerland, toda cesar Henrik IV. je ukazal vojvodi Godfrid III. Spodnje Lotarinškemu, naj brani utrechtskega škofa. Godfrid je bil umorjen v Vlaardingenu 20. februarja 1076. Med nočnim iztrebljanjem je bil od spodaj skozi anus smrtno ranjen z vbodnim orožjem in je zaradi tega umrl teden dni kasneje v Utrechtu. Ko je nekaj mesecev kasneje umrl tudi škof Viljem, je Ditrik zbral flamsko vojsko in ponovno poskušal ponovno osvojiti svojo grofijo. Novi škof Konrad se je utrdil v gradu IJsselmonde vendar v bitki ni mogel zmagati. Ditrik je osvojil grad. Konrad je sklenil mir in Ditriku vrnil Spodnje Porenje in Kennemerland.
Ditrik je v sporu o investituri  stopil na stran papeža. Po smrti so ga pokopali v opatiji Egmond.

## Poroka in potomci
Ditrik je bil verjetno poročen z Otelhildo Saško (ok. 1065 - 18. november 1120). Ditrik je imel dva otroka:
- Florisa II.
- Matildo